# Deschambault
Deschambault-Grondines è un comune di circa 2.200 abitanti della provincia canadese del Québec. Il comune è stato incorporato nel 2002 dalla fusione dei villaggi precedentemente indipendenti di Deschambault e Grondines.
Il nome Grondines è stato dato da Samuel de Champlain. "Grondines" deriva dal verbo francese "gronder", che significa brontolare o ruggire. Nel 1674 fu costruito il mulino a vento Grondines, il più antico mulino a vento del Québec. Il mulino a vento è stato prima un mulino e poi un faro.
Nel 1842 fu costruita la chiesa Saint-Charles-Borromée a Grondines. Nel 2006 è stata costruita la locale Fromagerie des Grondines, un caseificio biologico aperto al pubblico.
Tra i personaggi famosi che hanno vissuto qui c'è il regista Denys Arcand, nato a Deschambault.
Il santo patrono di Deschambault-Grondines è San Giuseppe.

## Storia
La signoria di Grondines era una delle più antiche signorie della provincia del Québec. Fu concessa alla duchessa Marie-Madeleine d'Aiguillon nel 1637 dalla Compagnia dei Cento Associati.
La tenuta copriva una superficie di circa 90 miglia quadrate. Nel 1646, l'allora governatore della Nuova Francia, Charles Huault de Montmagny, diede la concessione alle suore ospedaliere, amministratrici dell'Hôtel-Dieu de Québec, e in seguito fu rivenduta nel 1683 a Lord Jacques Aubert. Essendo il suocero di Louis Hamelin, il successivo signore di Grondines, la signoria passò alla famiglia Hamelin in seguito, e fu trasmessa ai loro discendenti fino al 1797, in seguito alla conquista britannica. Nel 1698, il conte Louis de Buade de Frontenac concesse loro delle concessioni, estendendo la loro signoria con ulteriori isole. Questa famiglia era una delle otto dinastie signorili che vissero permanentemente nella loro tenuta per sei generazioni.